# Attilio Hortis
Mario Attilio Francesco Carlo Hortis (geboren 13. Mai 1850 in Triest, Kaisertum Österreich; gestorben 23. Februar 1926 in Triest) war ein italienischer Literaturhistoriker und Politiker.

## Leben

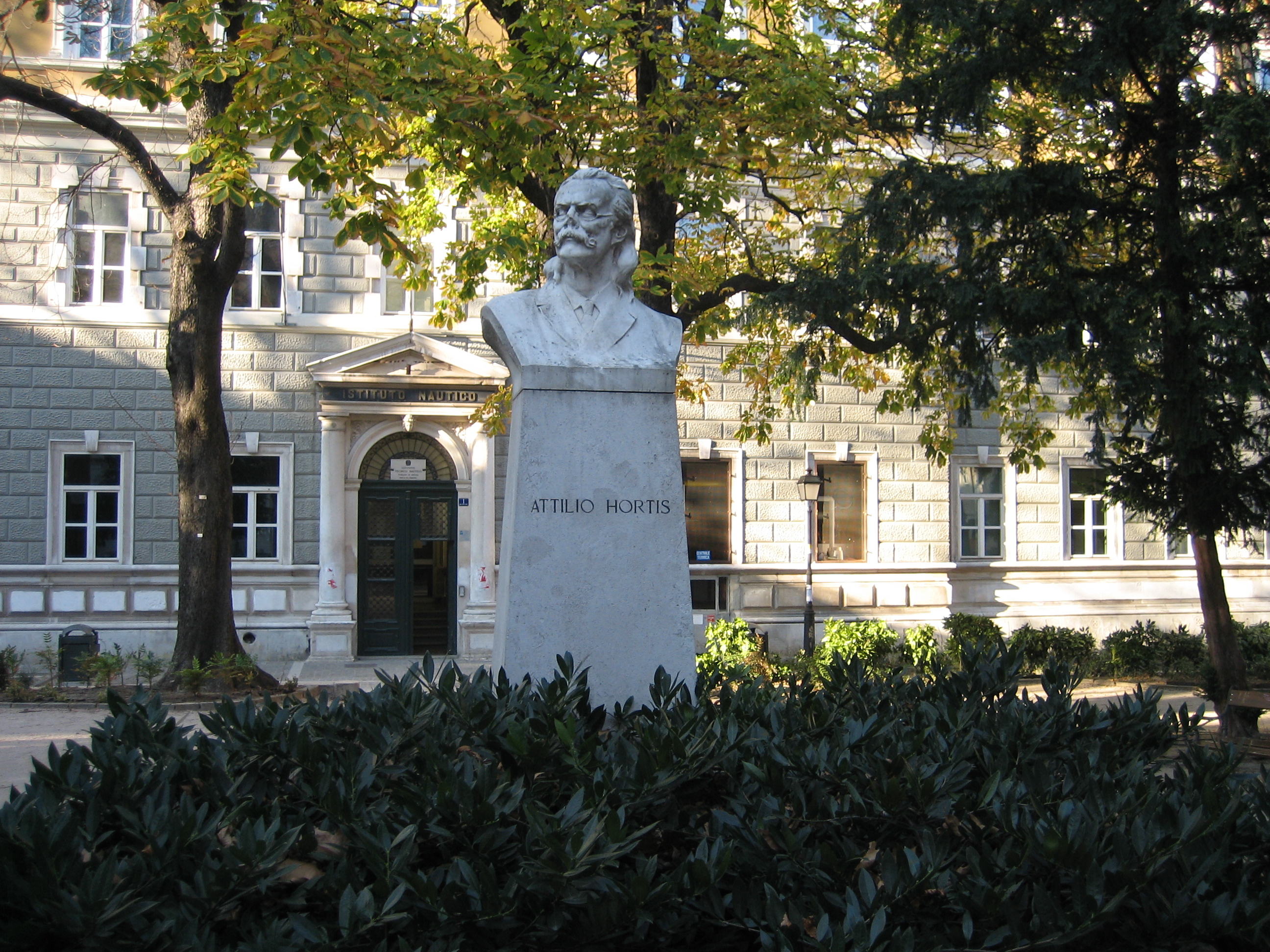
Büste von Attilio Hortis auf der gleichnamigen Piazza in Triest

Attilio Hortis wurde am 13. Mai 1850 als Sohn eines Anwalts im zum Kaisertum Österreich gehörenden Triest geboren. Nach der Schulausbildung in seiner Heimatstadt studierte Hortis an der Universität Padua Philologie und Rechtswissenschaften. Nachdem er 1871 sein Diplom als Jurist erhalten hatte, wiederholte er die Examensprüfung 1872 erneut in Graz, um einen von Österreich-Ungarn anerkannten Titel zu erhalten. Nach dem vollendeten Studium bereiste er Frankreich, Deutschland, England und die Niederlande.
Nach einer kurzen Schaffenszeit als Anwalt in Triest widmete er sich zunehmend der Literatur und wurde 1873 im Alter von 22 Jahren zum Leiter der Stadtbibliothek Triest ernannt. Infolgedessen gab er sein Anwaltsdasein auf. Von 1875 bis 1886 übernahm Hortis die Leitung des Archeografo Triestino, einer von der Società di Minerva regelmäßig veröffentlichten wissenschaftlichen Zeitung. Als Herausgeber des Archeografo Triestino veröffentlichte Hortis bedeutende Werke wie Scritti inediti di Francesco Petrarca (1874), Alcune lettere di Pietro Metastasio pubblicate dagli autografi (1876) und Studi sulle opere latine del Boccaccio (1879). Hortis’ Schriften weckten die Aufmerksamkeit der damaligen Öffentlichkeit und stießen auf nationaler und europäischer Ebene sowohl auf Kritik als auch auf Anerkennung. Hortis lehnte den darauf folgenden Ruf an den Lehrstuhl für Romanische Philologie der Universität Graz und ein Angebot der Präfektur der Nationalbibliothek in Rom ab.
Als Hortis’ Vater starb, hinterließ dieser seinem Sohn hohe Schulden. Aufgrund seiner nun wirtschaftlich eingeschränkten Möglichkeiten gab Hortis seine zeit- und kostenintensiven Nachforschungen über die literarische Vergangenheit Italiens auf. Er konzentrierte sich nunmehr verstärkt auf eine politische Laufbahn und wurde Mitglied des Partito Liberale Nazionale Giuliano. Der hochgebildete Hortis entwickelte sich in der darauf folgenden Zeit zu einem von der Bevölkerung hoch geschätzten Parteimitglied. Bereits 1897 wurde er zum Reichsratsabgeordneten im Wiener Parlament erhoben, in dem er ein knappes Jahrzehnt mitwirkte.
Nach dem Ende des Ersten Weltkrieges wurde Hortis am 24. Februar 1919 zum Senator des Königreichs ernannt, als der er  insbesondere die Interessen der Region Friaul-Julisch Venetien repräsentierte.
Am 23. Februar 1926 starb Hortis in seiner Heimatstadt Triest.
Am 26. April desselben Jahres wurde im Gedenken an den Triestiner Patrioten die Piazza degli Studi, die sich in der Triestiner Altstadt zwischen Via dell’Annunziata und Via S. Giorgio befindet, in Piazza Attilio Hortis umbenannt. 1950 wurde der Name der Stadtbibliothek in Biblioteca Civica Attilio Hortis geändert.

## Werke
Seine vorwiegend der älteren italienischen Literatur gewidmeten Arbeiten sind:
- Scritti inediti di Fr. Petrarca, pubblicati ed illustrati (Triest 1874);
- G. Boccacci, ambasciatore in Avignone etc.  (Triest 1875);
- Cenni di G. Boccacci intorno a T. Livio (Triest 1877);
- Le donne famose, descritte da G. Boccacci (Triest 1877);
- Accenni alle scienze naturali nelle opere di G. Boccacci etc.  (Triest 1877);
- M. T. Cicerone nelle opere del Petrarca e del Boccaccio (Triest 1878);
- Studii sopra le opere latine di G. Boccacci (Triest 1879) u. a.